# Eurytoma attiva
Eurytoma attiva är en stekelart som beskrevs av Burks 1958. Eurytoma attiva ingår i släktet Eurytoma och familjen kragglanssteklar.
Artens utbredningsområde är:
- Mauritius.
- Malawi.
- Sri Lanka.

Inga underarter finns listade i Catalogue of Life.